# Trzemeszno Lubuskie
Trzemeszno Lubuskie (prononciation : [tʂɛˈmɛʂnɔ luˈbuskʲɛ] ; jusqu'en 1816 : Czarnomyśl ; en allemand : Schermeisel) est un village de la gmina de Sulęcin, dans le powiat de Sulęcin au sein de la voïvodie de Lubusz, dans l'ouest de la Pologne.

## Géographie
Le village est situé à l'extrémité occidentale de la région historique de Grande-Pologne, tout près de la frontière avec le pays de Lubusz à l'ouest. Il se trouve à environ 10 kilomètres à l'est de Sulęcin (siège de la gmina et du powiat), 34 kilomètres au sud de Gorzów Wielkopolski (capitale de la voïvodie) et 58 kilomètres au nord de Zielona Góra (siège de la diétine régionale).

## Histoire
Le lieu est mentionné pour la première fois en 1293, lorsqu'il faisait partie du duché de Grande-Pologne au sein du royaume de Pologne sous le règne de la maison Piast. Le pays de Lubusz à l'ouest est passé sous la tutelle des margraves de Brandebourg. Au XIVe siècle, Czarnomyśl est incorporé dans la voïvodie de Poznań. Le domaine était la possession de la noble famille von Seydlitz en 1370.

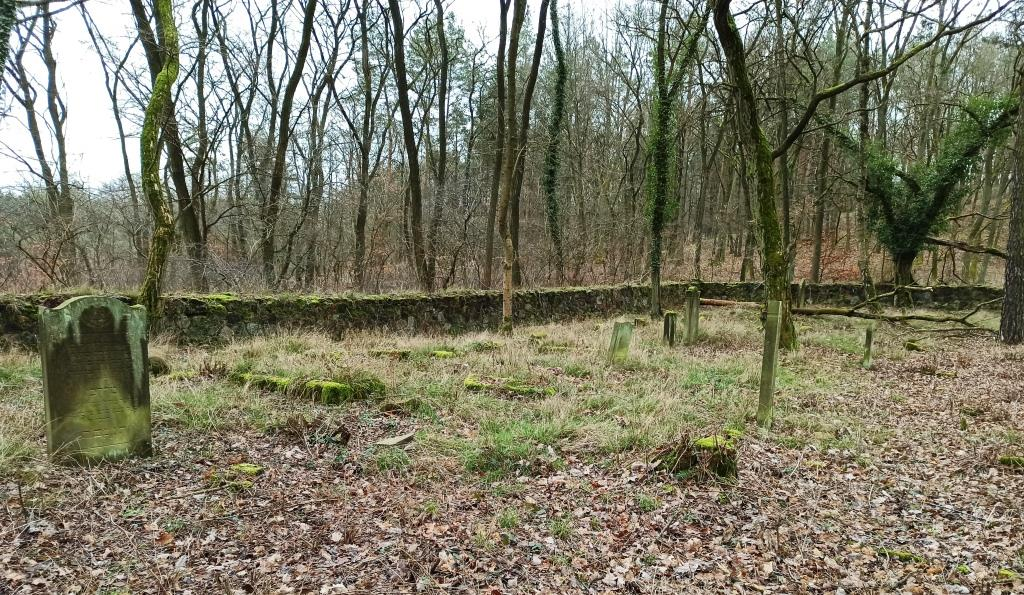
Cimetière juif.

Pendant des siècles, Czarnomyśl était le plus occidental des villages de la couronne du royaume de Pologne et de la république des Deux Nations. Au cours du deuxième partage de la Pologne, en 1793, le village est annexé par le royaume de Prusse sous le nom allemand de Schermeisel et à partir de 1815 incorporé dans le grand-duché de Posen. 
Par une réforme administrative en 1816, le domaine est transféré de la Posnanie et entre dans l'arrondissement de Sternberg-en-Nouvelle-Marche qui est lui-même partie du district de Francfort au sein de la province de Brandebourg. Quand l'arrondissement est divisé, en 1873, Schermeisel fait partie de l'arrondissement de Sternberg-Est. À ce temps, il était la possession de la famille von Kalckreuth.
Après la Seconde Guerre mondiale, avec la mise en œuvre de la ligne Oder-Neisse, le village renommé Trzemeszno est intégré à la république de Pologne. La population d'origine allemande est expulsée et remplacée par des Polonais.
De 1975 à 1998, le village appartenait administrativement à la voïvodie de Gorzów. Depuis 1999, il appartient administrativement à la voïvodie de Lubusz